# Tetrapterys complicata
Tetrapterys complicata là một loài thực vật có hoa trong họ Malpighiaceae. Loài này được Miq. miêu tả khoa học đầu tiên năm 1850.